# Discours délibératif
Dans la rhétorique antique, et en particulier chez Aristote dans sa Rhétorique, le genre délibératif est le genre de l'exhortation et de la dissuasion, portant sur l'avenir. Il se distingue du genre judiciaire, qui comprend l'accusation et la défense dans les procès, et du genre épidictique, qui comprend l'éloge et le blâme dans les discours d'apparat.

## Situation/Auditoire
Selon Aristote, l'auditoire du genre délibératif comme celui du genre judiciaire est appelé à prendre une décision. La différence réside dans le fait que le premier doit statuer sur l'avenir, tandis que le second doit statuer, en qualité de juges ou jurés, sur le passé. Le discours délibératif peut s'adresser à un auditoire privé ou public; Aristote mentionne, pour le second cas, les membres de l'Ecclésia athénienne. 

## Objectif des discours délibératifs
Le discours délibératif, qu’on qualifie aussi de discours politique, s’adresse à l’assemblée ou au sénat et a pour but de prendre des décisions. Aristote l'articule autour des concepts d'« utile » ou de « nuisible ». L’exemple est son mode de raisonnement privilégié.

## Structure des discours délibératifs

### Exorde
Le but de l'introduction d'un discours délibératif est de décrire le problème à résoudre de manière brève. 

### La narration
Selon Quintilien, le discours délibératif peut se passer de narration lorsqu'il est privé, la personne ayant demandé conseil connaissant la situation. En revanche, "dans les délibérations publiques, une narration qui expose l'affaire avec ordre est souvent indispensable".

### Argumentation dans les discours délibératifs
De manière générale, on peut répartir l'argumentation d'un discours délibératif en deux parties : la première concerne la réfutation. Dans un premier il s'agit donc de montrer les mauvaises solutions avant d'arriver à la deuxième partie : la confirmation. Il s'agit là de montrer la solution de l'orateur. 
Cicéron dans son De inventione propose une nouvelle classification des arguments présents dans le discours délibératif, distinguant ce qui est « utile » (utile) et ce qui est « moral ou beau » (honestum), les deux pouvant être dans le même discours.  
- Utilisation des exemples
- Topos du délibératif

### Conclusion du discours délibératif
Les discours délibératif ont pour but d'appeler à l'action. La conclusion d'un tel type de discours est donc d'appeler à l'action. 

## Exemple antique d'un discours délibératif
Effet de persuader quelqu'un à faire quelque chose de mal.

## Exemple moderne d'un discours délibératif
Discours qui tente de persuader ou dissuader le public.